# Great Barrington (condado de Berkshire)
Great Barrington es un lugar designado por el censo ubicado en el condado de Berkshire en el estado estadounidense de Massachusetts. En el Censo de 2010 tenía una población de 2.231 habitantes y una densidad poblacional de 610,92 personas por km².

## Geografía
Great Barrington se encuentra ubicado en las coordenadas 42°11′38″N 73°21′41″O / 42.19389, -73.36139. Según la Oficina del Censo de los Estados Unidos, Great Barrington tiene una superficie total de 3.65 km², de la cual 3.53 km² corresponden a tierra firme y (3.33%) 0.12 km² es agua.

## Demografía
Según el censo de 2010, había 2.231 personas residiendo en Great Barrington. La densidad de población era de 610,92 hab./km². De los 2.231 habitantes, Great Barrington estaba compuesto por el 89.56% blancos, el 2.64% eran afroamericanos, el 0.54% eran amerindios, el 1.97% eran asiáticos, el 0% eran isleños del Pacífico, el 2.78% eran de otras razas y el 2.51% pertenecían a dos o más razas. Del total de la población el 7.71% eran hispanos o latinos de cualquier raza.